# Gerald Willfurth
Gerald Willfurth (ur. 6 listopada 1962 w Wiener Neustadt) – austriacki piłkarz grający na pozycji pomocnika i trener piłkarski.

## Kariera klubowa
Willfurth rozpoczął karierę w ASK Bad Fischau, w którym grał do 1980. W latach 1981–1989 był piłkarzem Rapidu Wiedeń, w którym w 204 meczach strzelił 41 goli. Z klubem tym czterokrotnie został mistrzem Austrii – w 1982, 1983, 1987, 1988, czterokrotnie wygrał puchar Austrii (1983, 1984, 1985, 1987), dotarł do finału PZP w sezonie 1984/1985 oraz dwukrotnie dotarł do ćwierćfinału tego pucharu (1984 i 1986). Ponadto był zawodnikiem Rapidu, kiedy zespół ten został wybrany drużyną sezonu 1987/1988, a sam został wtedy pomocnikiem sezonu. W latach 1989–1993 grał w Austrii Salzburg. W latach 1993–1996 ponownie był zawodnikiem ASK Bad Fischau. W sezonie 1996/1997 reprezentował ASK Kottingbrunn, a w sezonie 1997/1998 – SC Eisenstadt.

## Kariera reprezentacyjna
Willfurth grał w reprezentacji Austrii w latach 1983–1991. Zagrał dla niej w 30 meczach, w których strzelił 3 gole.

## Kariera trenerska
Od lipca 2008 do czerwca 2009 był asystentem trenera w SC Wiener Neustadt.

## Osiągnięcia
- Mistrzostwo Austrii (4): 1982, 1983, 1987, 1988
- Puchar Austrii (4): 1983, 1984, 1985, 1987
- finał Pucharu Zdobywców Pucharów (1): 1985
- pomocnik sezonu 1987/1988 w lidze austriackiej